# Deutsche Anlagen-Leasing
DAL Deutsche Anlagen-Leasing GmbH & Co. KG mit Hauptsitz in Mainz ist die erste – und somit älteste – deutsche Immobilien-Leasing-Gesellschaft. Die DAL ist ein Verbundunternehmen der Sparkassen-Finanzgruppe und ein Tochterunternehmen der Unternehmensgruppe Deutsche Leasing. Sie strukturiert und arrangiert Projektfinanzierungen und arbeitet mit Unternehmen an der Realisierung von großvolumigen Investitionsvorhaben. Nach Angaben von 2025 begleitet die DAL Projekte mit einem Transaktionsvolumen von über 2,4 Mrd. Euro pro Jahr. Die Gesellschaft ist Mitglied im Bundesverband Deutscher Leasing-Unternehmen.

## Geschäftstätigkeit
Die DAL strukturiert und arrangiert Leasing- und Projektfinanzierungen in unterschiedlichen Anlageklassen, beispielsweise für gewerbliche Immobilien, Umlaufvermögen, IT-Software und Rechenzentren, Energieerzeugungs- und -verwertungsanlagen sowie Großmobilien in den Feldern Schienenverkehr (SPNV und ÖPNV), Binnen- und Küstenschifffahrt sowie Luftfahrt. Ein weiterer Schwerpunkt ist die Projektfinanzierung von Wind- und Solarparks. Darüber hinaus bietet sie Consulting- und Projektmanagementdienstleistungen für die Errichtung und Revitalisierung von Unternehmensimmobilien.
Innerhalb der Sparkassen-Finanzgruppe ist die DAL als Teil der Deutsche Leasing Gruppe für ihren Bereich ein zentraler Verbund- und Kooperationspartner für die Sparkassen. Daneben arbeitet die DAL mit mehreren Landesbanken und weiteren Finanzierungspartnern zusammen.

## Geschichte

### Vorgeschichte

#### Deutsche Anlagen-Leasing GmbH (bis 2005)
Am 19. Februar 1962 wurde die DAL zunächst unter der Firmierung „Leasing Gesellschaft für Vermietungsprojekte“ mit einem Stammkapital von 20.000 DM gegründet. Als Gründungsgesellschafter fungierten Eberhard Kühl und Adalbert Fanto. Im darauffolgenden Jahr schloss die DAL den ersten Immobilien-Leasingvertrag in Deutschland mit der Firma Zeppelin Metallwerke GmbH, Friedrichshafen, ab; 1964 folgten erste Auslandsfinanzierungen. Ab 1965 beteiligte sich die Landesbank Rheinland-Pfalz an der DAL. Im Jahr 1966 begann die DAL als erste Leasinggesellschaft in Deutschland, technische Dienstleistungen wie das Projektmanagement aufzubauen. Der Bestand an Mietobjekten erreichte die 100-Mio.-DM-Grenze. 1967 traten die Landesbank Hessen-Thüringen und die Bayerische Gemeindebank (die spätere Bayerische Landesbank) als Gesellschafter der DAL ein, weitere Banken folgten. Der erste DAL-Immobilienfonds wurde 1969 aufgelegt. Ebenfalls 1969 schloss die DAL ihren ersten Kommunal-Leasingvertrag ab.
1973 erreichte der Bestand an Mietobjekten die 1-Mrd.-DM-Grenze und das Stammkapital der DAL wurde auf 30 Mio. DM erhöht. 1981 gründete die DAL die Multinational-Leasing GmbH und betrieb fortan weltweites Leasing. Das Kapital wurde in diesem Jahr auf 60 Mio. DM erhöht und der verwaltete Bestand an Mietobjekten erreichte die 10-Mrd.-DM-Grenze. Die DAL beschäftigte zu diesem Zeitpunkt mehr als 800 Mitarbeiter. 1983 traten strukturelle Schwächen zutage, vor allem im Bereich der Expansionsstrategien und des internen Wettbewerbs. In der Sanierungsphase von 1984 bis 1987 waren die Gesellschafterbanken entscheidend gefordert. Sie ermöglichten die erfolgreiche Sanierung der Deutsche Anlagen-Leasing GmbH unter ihrem Geschäftsführer Herbert Fischer (* 1939). 1989 akquirierte die DAL wieder ein Neugeschäft von fast 300 Mio. DM. 1999 schied die Bayerische Landesbank als Gesellschafter der DAL aus.
1990 wurde die DAL in den neuen Bundesländern aktiv. Ab 1992 intensivierte die DAL ihre Zusammenarbeit mit den Firmenkundenbetreuern der Sparkassen.

#### AGV Anlagen- und Grundstücksvermietungsgesellschaft mbH & Co. KG (bis 2005)
Ende 1985 wurde die AGV GmbH & Co. KG von Dieter Maier in Wiesbaden gegründet. Im Januar 1986 wurde der erste AGV-Leasingvertrag abgeschlossen. 1993 erreichte die AGV die erste Milliarde an kumuliertem Auftragseingang. Neben dem Immobilien-Leasing war die AGV auch in der Breitbandverkabelung und im Leasing von Decodern tätig. 1994 gründete die AGV die AGV International Leasing GmbH und öffnete sich damit für internationale Transaktionen.
Zum 1. Januar 2005 erwarb die AGV Anlagen- und Grundstücksvermietungsgesellschaft mbH & Co. KG 94 % der Anteile an der Deutschen Anlagen-Leasing GmbH (DAL); die restlichen 6 % verblieben bei der WestLB. Im gleichen Jahr übernahm die Deutsche Leasing AG 60 % der Anteile an der AGV von der HSH Nordbank, dem vorherigen Hauptgesellschafter; damit wurde die Deutsche Leasing zum neuen Mehrheitsgesellschafter. Die übrigen 40 % der Anteile verblieben bei der HSH Nordbank AG.

### Zusammenführung von DAL und AGV ab 2005
2006 wurden die bisherige AGV-Gruppe und die Deutsche Anlagen-Leasing organisatorisch zusammengeführt: Die Gesellschaft wurde umfirmiert in DAL Deutsche Anlagen-Leasing GmbH & Co. KG und nutzt somit die seit 1962 bestehende Marke DAL. 2009 kündigte die HSH Nordbank an, sich aus der Refinanzierung von Leasinggeschäften zurückzuziehen und die Beteiligung an der DAL zu veräußern. Die Anteile der HSH wurden zum 30. September 2011 von der Deutschen Leasing übernommen, die nun Alleingesellschafterin der DAL ist. Seitdem ist die DAL Tochtergesellschaft der Deutsche Sparkassen-Leasing AG & Co. KG und Teil der Deutsche Leasing Gruppe. Sie nimmt eine Rolle als zentraler Verbund- und Kooperationspartner der Sparkassen für Unternehmensimmobilien, erneuerbare Energieinvestitionen und Großmobilien-Leasing ein.

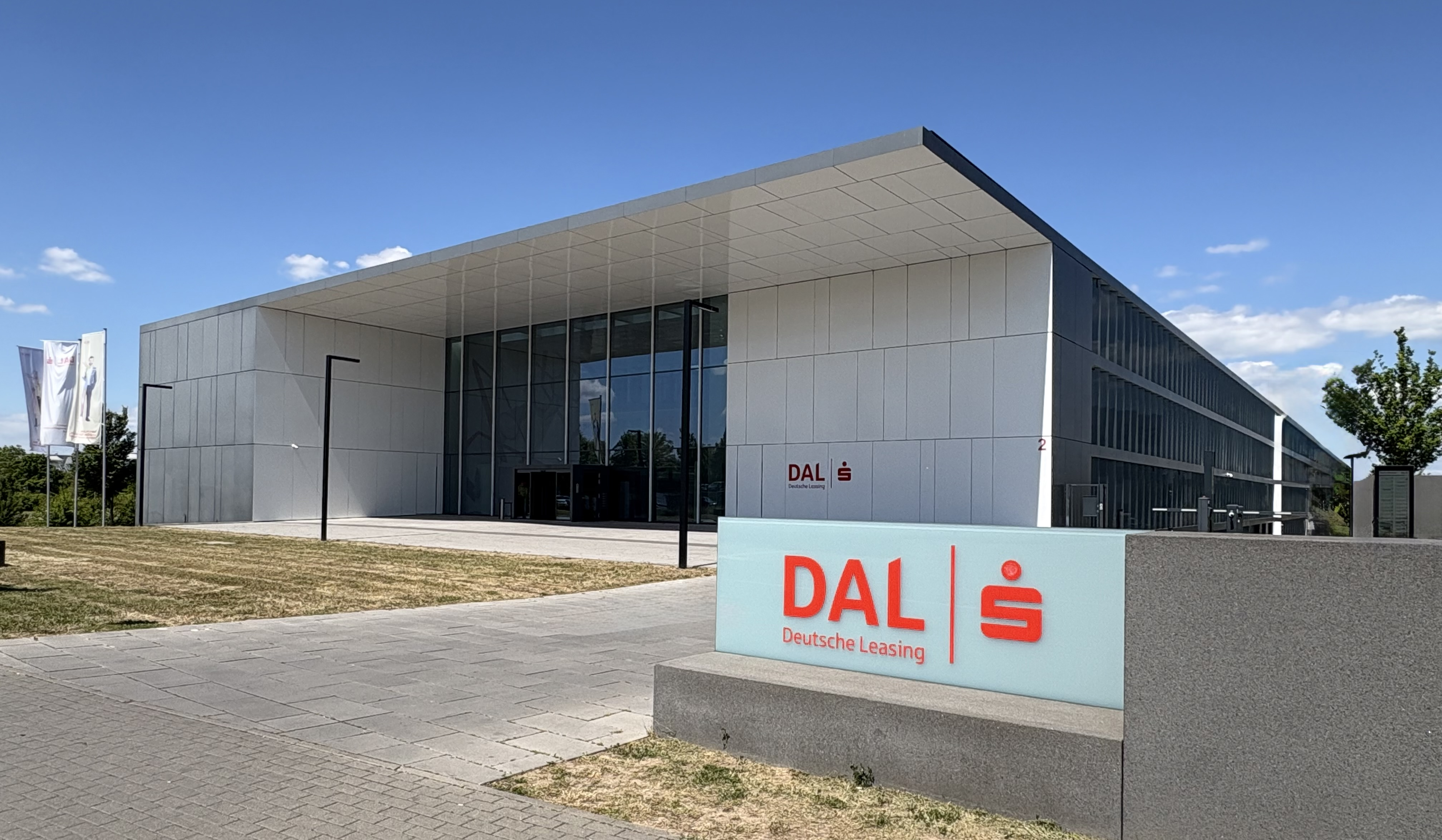
Hauptverwaltung der DAL in Mainz

Im Laufe des Jahres 2014 verlegte die DAL sämtliche ihrer in Wiesbaden geführten Gesellschaften nach Mainz, wo seitdem der Hauptsitz des Unternehmens ist. Zum 1. März 2017 bezog die DAL ihre neue Firmenzentrale in Mainz-Hechtsheim.
Ebenfalls 2017 übernahm die DAL das IT- und Gesundheitswesen-Geschäft der Deutschen Leasing. 2020 bezog die DAL das neue DAL Asset Service Center (ASC) in Fernwald, in welchem die Mitarbeiter für IT und Medizintechnik arbeiten. Zum 1. Oktober 2023 ging das IT-Individual- und Gesundheitswesengeschäfts wieder an das Mutterunternehmen Deutsche Leasing zurück.

## Geschäftsbereiche
Die DAL unterscheidet zwischen vier Geschäftsbereichen:

### Großgeschäft Firmenkunden
In diesem Geschäftsbereich arrangiert und strukturiert die DAL Leasing-Angebote und Mietkäufe für gewerblich genutzte Neubau- und Bestandsimmobilien (Neubau-Leasing, Sale-and-lease-back, Buy-and-lease). Das Angebot umfasst darüber hinaus Finanzierungen für Großmobilien und Betriebsvorrichtungen, Umlaufvermögen (Financial Warehousing) und immaterielle Vermögensgegenstände (u. a. Software-Projekte, Patente und verschiedene Schutzrechte). Die Immobilien lassen sich unterschiedlichen gewerblichen Nutzungsarten zuordnen, etwa Verwaltungs-, Lager- und Logistikgebäude, gemischt genutzte Objekte oder Produktionsstandorte.

### Immobilien-Management
Im Immobilien-Management bietet die DAL im Bereich Corporate-Real-Estate-Management und Consulting verschiedene Leistungen für das Baumanagement an. Die Umsetzung erfolgt über ihre 100%ige Tochtergesellschaft DAL Real Estate Management GmbH. Das Angebot umfasst die Begleitung gewerblicher Immobilienprojekte von deren Vorbereitung und Planung bis zur Inbetriebnahme und Verwertung. Daneben werden Immobilienberatung, Baumanagement, Finanzierungen sowie Mietangebote für Unternehmen offeriert.

### Transport und Logistik
Im Geschäftsbereich Transport und Logistik bietet die DAL assetbasierte Finanzierungen an: Luftfahrt (Business-Jets, Hubschrauber, Triebwerke), Schifffahrt (Seeschiffe, Binnenschiffe, Containerboxen), Schienenverkehr (Eisenbahnen, Waggons, Straßenbahnen), und Logistik-Infrastruktur (Umschlaganlagen für intermodale Verkehre, Logistikzentren, technische Einrichtungen für Bahnanlagen).

### Infrastruktur und Versorgung
Die DAL begleitet in diesem Geschäftsbereich Unternehmen bei ihren Investitionsvorhaben in erneuerbare Energien (Photovoltaik, Wind onshore, Bioenergie), Energieerzeugung und -speicherung (Blockheizkraftwerke, Stromspeicher), Energieverteilung (Netzfinanzierung in Wärme, Gas und Strom, Smart-Meter-Zähler) und Energieentsorgung (Klärschlamm- und Abfallverbrennungsanlagen).

## Unternehmensstruktur und Kennzahlen
Die DAL hat ihren Hauptsitz in Mainz und ist daneben an den Standorten Hamburg, Berlin, Lockstedt (Schleswig-Holstein), Düsseldorf, Stuttgart und München vertreten. Insgesamt werden über 1.500 Leasing-Objektgesellschaften betrieben und verwaltet, im Wesentlichen für die Darstellung von Immobilien-Leasing-Geschäften sowie Transaktionen im Bereich Großmobilien.
Das Eigenkapital des Unternehmens lag 2023 bei rund 25 Millionen Euro, der verwaltete Vertragsbestand betrug zum Ende desselben Jahres rund 13,1 Milliarden Euro. Im Geschäftsbericht des Mutterkonzernes Deutsche Leasing wird das Neugeschäft der DAL Deutsche Anlagen-Leasing für das Geschäftsjahr 2023/2024 (Oktober 2023 bis September 2024) auf rund 2,4 Milliarden Euro beziffert. Die Mitarbeiterzahl lag im Schnitt bei 338 Personen.
Zu den Beteiligungen gehören die DAL Real Estate Management GmbH (100 %), die DAL Structured Finance GmbH (100 %), die LBSH Leasing GmbH & Co. KG, Lockstedt (100 %) sowie die DAL Nordic Finance AB, Stockholm (100 %).

## Nachhaltigkeit
Die DAL betätigt sich in der Projektfinanzierung von Erneuerbaren Energien, darunter Photovoltaik- und Windparks. Als Teil der Sparkassen-Finanzgruppe arbeitet die DAL bei der Strukturierung und Arrangierung passender Finanzierungen für Energie-Investitionen mit regionalen Sparkassen als Finanzierungspartnern zusammen.
Im Kontext der Energiewende und einer Energieversorgung aus erneuerbaren Quellen stellt die DAL Unternehmen verschiedene Finanzierungsansätze mit ökologischen und wirtschaftlichen Aspekten zur Verfügung. Seit September 2024 bietet die DAL an, Strom aus den Solarparks Kleinschirma in Sachsen und Halenbeck-Rohlsdorf in Brandenburg zu beziehen, an deren Betreibergesellschaften die DAL beteiligt ist. Auch an der Finanzierung von Wasserstofftriebzüge ist die DAL beteiligt.

## DAL-Award
Seit 2011 verleiht die DAL jährlich den DAL-Award an ausgewählte Sparkassen. Damit würdigt sie die Zusammenarbeit mit den jeweiligen Gewinnerinstituten im vergangenen Geschäftsjahr.